# Колышкин, Иван Александрович
Ива́н Алекса́ндрович Ко́лышкин (8 (21) августа 1902, деревня Крутец, Рыбинский район, Ярославская область — 18 сентября 1970, Москва) — советский деятель военно-морского флота, первый из советских моряков-подводников, удостоенный в годы Великой Отечественной войны звания Героя Советского Союза (17.01.1942). Контр-адмирал (5.11.1944)

## Ранние годы

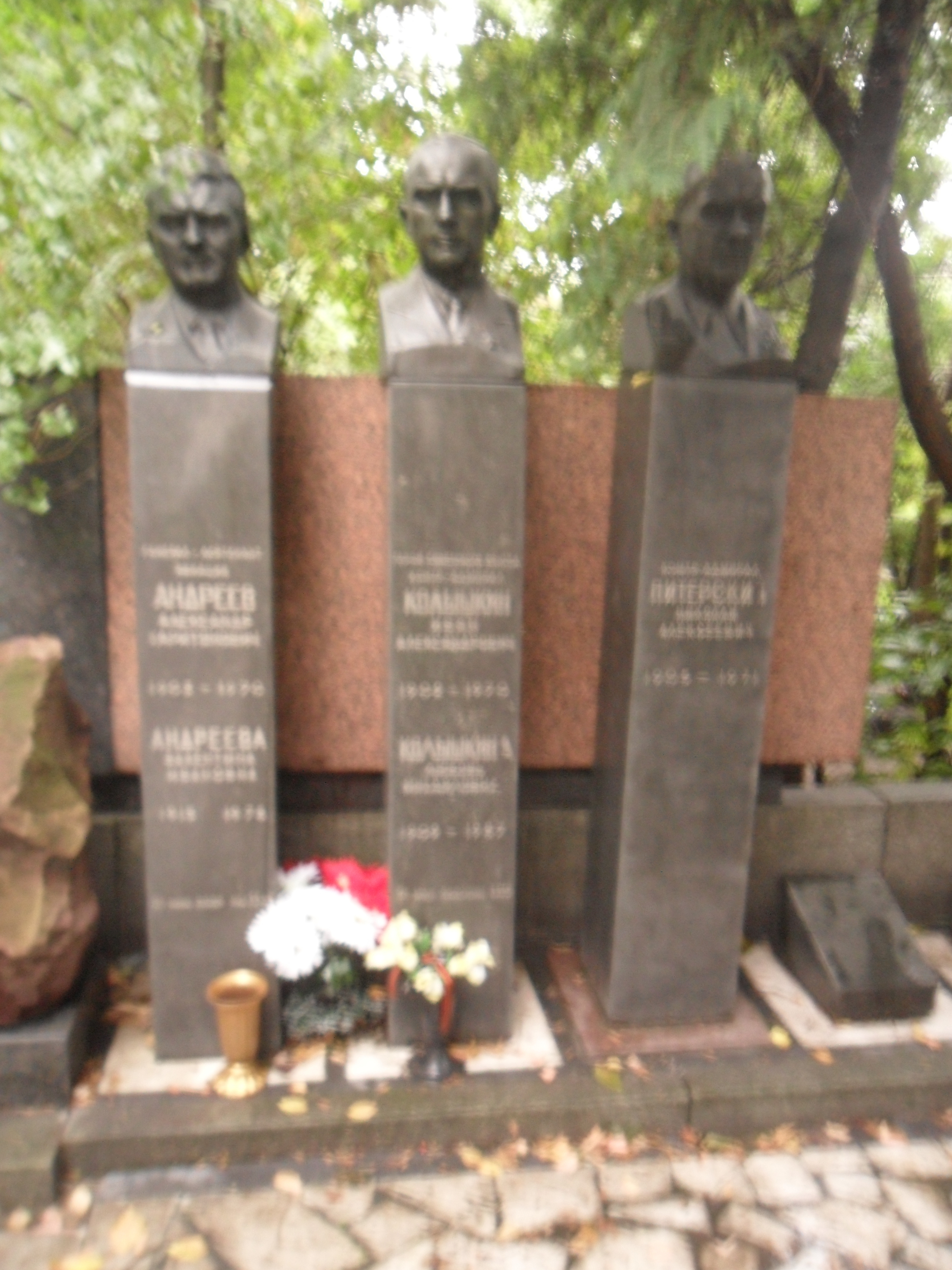
Могила И. А. Колышкина на Новодевичьем кладбище (в центре).

Родился в крестьянской семье. Русский. Окончил 4 класса сельской школы. Работал в хозяйстве родителей. В 1914 году умер отец и, чтобы помочь матери прокормить младших детей, Иван уехал в Петроград на заработки, где работал «на побегушках» у одного из купцов-земляков, разнорабочим, раскройщиком кож. После начала гражданской войны вернулся в родную деревню. С 1919 года работал на Волге речном транспорте матросом, кочегаром парохода, помощником шкипера баржи.
В Рабоче-Крестьянском Красном Флоте с октября 1924 года. Член ВКП(б)/КПСС с 1928 года.
Окончил школу рулевых в Кронштадте (1924—1925, параллельные классы при Военно-морском училище имени М. В. Фрунзе (1930—1932), курсы усовершенствования командного состава Учебного отряда подводного плавания имени С. М. Кирова (1934—1935), Высшую военную академию имени К. Е. Ворошилова (1948—1950).
Службу проходил: краснофлотец (11.1924-09.1929), командир торпедной группы (10.1932-11.1933), командир артиллерийской боевой части (11.1933-10.1934) подводной лодки Д-1 «Декабрист» Северной военной флотилии (поскольку Декабрист стал первым подводным кораблём на Севере, то тем самым и Колышкин стал одним из самых первых советских подводников-североморцев), помощник командира подводной лодки «Л-2» (06.-08.1935), помощник командира подводной лодки «Д-1» «Декабрист» (09.1935-04.1937). С мая 1937 года — командир подводной лодки «Щ-404» Балтийского флота, которая в июне того же года была переведена по Беломорско-Балтийскому каналу на Северный флот, там продолжил командовать ею по март 1938 года. С апреля 1938 года — командир подводной лодки «Д-1» «Декабрист» Северного флота.
С июля 1938 года — командир 3-го дивизиона подводных лодок Северного флота. В этой должности участвовал в советско-финской войне, выполнив в ходе её два боевых похода на подводных лодках своего дивизиона в качестве старшего на борту.

## Великая Отечественная война
Участник Великой Отечественной войны с первого её дня во главе дивизиона. 22 июня 1941 года командир 3-го дивизиона бригады подлодок Северного флота капитан 3-го ранга И. А. Колышкин вышел в свой первый боевой поход на Щ-401 (командир — капитан-лейтенант А. Е. Моисеев).
По советским источникам, с начала войны по январь 1942 года подводные лодки дивизиона под командованием капитана 2-го ранга Колышкина И. А. потопили 8 транспортов и сторожевых кораблей противника общим водоизмещением 72,5 тысячи тонн.
Указом Президиума Верховного Совета СССР от 17 января 1942 года «за образцовое выполнение боевых заданий Командования на фронте борьбы с немецкими захватчиками и проявленные при этом отвагу и геройство» капитану 2-го ранга Колышкину Ивану Александровичу присвоено звание Героя Советского Союза с вручением ордена Ленина и медали «Золотая Звезда» (№ 655). Он стал первым Героем Советского Союза из моряков-подводников, удостоенным этого звания во время Великой Отечественной войны.
В апреле 1942 года Колышкин участвовал в последнем походе подводной лодки Щ-421.
С 19 февраля 1943 года и до марта 1947 года Колышкин И. А. — командир бригады подводных лодок Северного флота. Под его командованием бригада 24 июля 1943 года была награждена орденом Красного Знамени, став первым в советском ВМФ Краснознамённым соединением подводных лодок. А 3 ноября 1944 года она была награждена орденом Ушакова 1-й степени, и стала первым, и до сих пор единственным, дважды орденоносным соединением подводных лодок в отечественном Военно-Морском флоте.

## Послевоенная служба
Продолжал командовать бригадой подводных лодок Северного флота. По состоянию здоровья был переведён из Заполярья и далее служил начальником отдела кадров ВМС Главного управления кадров Вооружённых Сил (03.1947-12.1948), начальником Черноморского высшего военно-морского училища имени П. С. Нахимова (09.1950-12.1953), заместителем начальника 2-го отдела (подготовка подводных лодок) Управления боевой подготовки Главного штаба ВМС (12.1953-06.1955), уполномоченным (06.1955-08.1957) и старшим уполномоченным (08.1957-09.1958), заместителем начальника (09.1958-03.1959) Управления государственной приёмки кораблей ВМФ.
В марте 1959 года уволен в отставку. Автор мемуаров. Умер 18 сентября 1970 года. Похоронен в Москве на Новодевичьем кладбище.

## Награды
- Герой Советского Союза (17.01.1942)
- Два ордена Ленина (17.01.1942, 15.11.1950)
- Пять орденов Красного Знамени (3.04.1942, 4.04.1943, 3.11.1944, 13.07.1945, 5.11.1954)
- Орден Ушакова 2-й степени (10.04.1944, № 29)
- Орден Красной Звезды (22.02.1938)
- Медали СССР
- Именное оружие (1952)
- Медаль «Китайско-советская дружба»[10]

## Сочинения
- Колышкин И. А. В глубинах полярных морей. — М.: Воениздат, 1964[11].
- Колышкин И. А. Комсомол и флот // Огонёк. — 1948. — № 43. — С. 8.

## Память
- Именем Колышкина И. А. были названы плавбаза подводных лодок Северного флота, суда Министерства рыбного хозяйства СССР и Министерства речного флота РСФСР.
- Мемориальная доска в его честь установлена в Североморске на доме № 5 по ул. Колышкина.
- Два бронзовых барельефа с изображениями Колышкина И. А. размещены на стеле «Город воинской славы» в Полярном, сооружённой в 2010 году.
- Его именем названы улицы в городах Ярославле, Заозёрске, Североморске, Курятьево и Рыбинске.
- В городе Ярославле в музее школ № 41 и № 55 создана экспозиция памяти Колышкина Ивана Александровича[12].

Бригада подводных лодок, которой командовал в годы Великой Отечественной войны Герой Советского Союза контр-адмирал Колышкин И. А., стала основой, на базе которой 15 марта 1951 года была сформирована 33-я Краснознамённая, ордена Ушакова дивизия подводных лодок СФ в составе 3-х бригад. 15 июля 1961 года эта дивизия была преобразована в 4-ю Краснознамённую, ордена Ушакова эскадру подводных лодок Северного флота в составе 4-х бригад, а после распада СССР, в сентябре 1995 года — реорганизована в 40-ю Краснознамённую, ордена Ушакова дивизию подводных лодок в составе Кольской флотилии разнородных сил Северного флота. В декабре 2001 года 40-я дивизия переформирована в 161-ю Краснознамённую, ордена Ушакова бригаду подводных лодок.